# Гибизов, Дебола Дапбоевич
Дебо́ла Дапбо́евич Гиби́зов (1889 год, село Новохристиановское (сегодня — Дигора), Кавказский край, Российская империя — февраль 1919 год) — осетинский общественный деятель, основатель и один из руководителей революционно-демократической национальной партии «Кермен».

## Биография
Родился в 1889 году в селе Христиановское. В 1910 году поступил в Московский университет и в 1914 году после начала Первой мировой войны был призван на военную службу. В 1917 году вернулся на родину, где в Дигоре основал партию «Кермен». 1 октября 1917 года во Владикавказе был образован ЦК партии Кермен, председателем которого был выбран Дебола Гибизов. В 1918 году партия «Кермен» присоединилась к большевистской платформе и стал называться РКПб Кермен. После провозглашения советской власти в Осетии Дебола Гибизов вошёл в состав Владикавказского Совета народных и крестьянских депутатов.
С 1919 года Дебола Гибизов работал главным редактором газеты «Горская беднота». После занятия белогвардейцами Владикавказа Дебола Гибизов скрывался в горах.
Был убит белогвардейцами и скинут в расщелину в горах в феврале 1919 года.
После окончания гражданской войны и ликвидации меньшевистской власти в Грузии Осетинская окружная партийная организация приняла меры к тому, чтобы останки погибших перевезти на родину и похоронить с почестями. На поиски были отправлены Афай Тогоев и Хаджиомар Корнаев. С ними поехал и отец Дебола — Дапбо Гибизов. С большими трудностями они добрались до Тифлиса, где Серго Орджоникидзе организовал им денежную помощь и выделил охрану. Из Тифлиса через Пасанаури направились они в Хевсуретию. Охрана почти вся разбежалась, боясь расправы со стороны темных элементов. В селении Барисанта им помог проводник Гаврил Деконашвили. Останки погибших были обнаружены в ущелье под скалой, под каменными плитами.

## Память
- Именем Деболы Дапбоевича Гибизова названа улица во Владикавказе (решение горсовета № 105, 1042 от 15 ноября 1933 года).

## Источник
- Кулов С.Д, Керменисты в борьбе за Советскую власть, из. Ир, Орджоникидзе, 1973 г.
- Кадыков А. Н., Улицы, переулки, площади и проспекты г. Владикавказа: справочник, изд. Респект, Владикавказ, 2010, стр. 306, ISBN 978-5-905066-01-6
- Ларина В.И. Их было девять... (Гибизов Д. Д.) // Их именами названы улицы. — Орджоникидзе: Ир, 1979. — С. 42—45.